# Hrabišín
Hrabišín település Csehországban, Šumperki járásban. Hrabišín Libina, Dlouhomilov, Nový Malín és Dolní Studénky településekkel határos. Lakosainak száma 866 fő (2024. január 1.).

## Népesség
A település lakosságának változását az alábbi diagram mutatja:
| Lakosok száma | 1428 | 1636 | 1345 | 901  | 862  | 844  | 853  | 841  | 836  | 866  |
|               | 1869 | 1890 | 1921 | 1950 | 1980 | 2001 | 2017 | 2019 | 2022 | 2024 |